# Seeley Motorcycles
Seeley Motorcycles war ein britischer Motorradhersteller, der von 1966 bis 1979 in Belvedere (Kent) ansässig war. Das Unternehmen, das zunächst mit Motorrädern handelte, wurde von dem Motorradrennfahrer Colin Seeley gegründet.

## Geschichte
Nachdem Seeley mit Ende der Saison 1965 keine Motorradwettbewerbe mehr fuhr, konzentrierte er sich auf die Konstruktion und den Bau von Rennmotorrädern mit eigenem Rahmen, die anfangs von A.J.S.- und Matchless-Motoren angetrieben wurden.
Nach etlichen Experimenten über die Wintermonate erschien der erste Rahmenprototyp. Er war aus Reynolds-531-Rohren aufgebaut und war um über 4 kg leichter als der Serienrahmen der Matchless G50, deren 500-cm³-Einzylindermotor eingebaut war. Der Prototyp eine Manx-Norton-Vorderradgabel mit einer 200-mm-Duplexbremse, die von Ingenieur Edwin Robinson entworfen worden war und später von Seeley separat vermarktet wurde. Das Motorrad hatte auch eine Manx-Norton-Hinterradschwinge und eine konische Manx-Nabe hinten.
Die später in Serie gefertigten Rahmen hatten eine von Seeley selbst gefertigte Hinterradschwinge und – je nach Kundenwunsch – ein Getriebe mit vier, fünf oder sechs Gängen.
Derek Minter testete das Motorrad auf dem Rennkurs, der ihm und Colin Seeley am nächsten gelegen war – Brands Hatch – und beschrieb es als „die bestzusteuernde Solomaschine, die ich je gefahren bin.“ Die Vorderradbremse schätzte er als besser ein als die normale von Oldani, die er an seiner eigenen Norton Manx eingebaut hatte.
Als Associated Motor Cycles (AMC) den hauseigenen Rennstall 1963 wegen finanzieller Probleme aufgaben, waren die Motoren nicht mehr einzusetzen, obwohl noch Ersatzteile verfügbar waren.
Es gab damals keine Hersteller neuer 350- und 500-cm³-Rennmotoren mehr, die man hätte kaufen können, mit Ausnahme eines 350-cm³-Aermacchi-Motors. Dies ließ Zweifel an der Zuverlässigkeit der existierenden AMC-Rennmaschinen aufkommen und brachte einige Tuner dazu, Straßenrennmaschinen, wie die Triumph Tiger 100 (GMS 'Monard' und DWS Triton von Geoff Monty und Allen Dudley Ward und Brian Bennetts Doppelvergaser-Triumph) zu entwickeln. Obwohl man von ihnen nicht erwartete, gegen die AMC-Maschinen mit obenliegenden Nockenwellen in vollem Umfang bestehen zu können, stellten sie doch eine gute Alternative für Privatfahrer dar.
Seeley kaufte Ende 1966 alle Werkzeuge und Ersatzteile von AMC für ihre Marken A.J.S., Matchless und Norton. Die Verfügbarkeit von A.J.S.-7R- und Matchless-G50-Motoren war damit gesichert und Seeley musste nicht an die Fertigung anderer A.J.S- oder Matchless-Teile denken. Die Manx-Norton-Ersatzteile wurden 1969 an den früheren Motorradgespannrennfahrer John Tickle weiterverkauft und wechselten dann bis 1994 noch zweimal den Besitzer.

### Fertigung
Die Fertigung begann Ende Juli 1966. David Dixon testete eine Version mit 350-cm³-A.J.S.-7R-Motor für Motor Cycle auf der Bahn. Das Motorrad passte aber nicht genau für ihn, weil der Rahmen auf den kleineren David Minter zugeschnitten und ein neuer Motor eingebaut worden war. Er gab an, dass das mit einem Sechsganggetriebe von Schafleitner ausgestattete Motorrad „die am weichsten abgestimmte 7R sei, die ich je gefahren bin.“ Dixon schrieb auch, dass es zwei Getriebe zur Wahl gab – ein Vierganggetriebe und ein Sechsganggetriebe gegen Aufpreis.
Dixon berichtete weiter im November 1966, dass Seeley “… was hoping to step up the output of his Seeley 349 cc-AJSs and 549 cc Matchlesses for 1967. These will, as in the past, be sold as complete machines ready to race.” (dt. … „hoffte, ihren Ausstoß an 349-cm³-A.J.S. und 549-cm³-Matchless 1967 erhöhen zu können. Diese werden, wie in der Vergangenheit, als fertige Rennmaschinen verkauft werden.“) Seeley war außerdem als Lieferant für Rahmen aus Reynolds-531-Rohren ausgewiesen.
Seeley lieferte bald auch Rahmen für andere Maschinen. Der URS-500-cm³-Vierzylinder wurde 1967 von John Blanchard gefahren, aber mit den Seeley-Rahmen (von Colin Seeley Race Developments zur Verfügung gestellt) gab es Probleme, und als auf einmal eine Vorderradbremse, die nicht von Seeley, sondern von dessen Konkurrenten Rickman kam, konfiszierte Seeley sein gesamtes Fahrwerk mit Ausnahme der Rickman-Bremse. Dies veranlasste das von Helmut Fath geleitete URS-Team dazu, ab 1968 nur noch Rickman-Métisse-Rahmen einzusetzen. Colin Seeley verkaufte den Rahmen privat. Blanchard kaufte ihn später, baute einen Fath-URS-Motor ein und schuf so eine erfolgreiche Grand-Prix-Maschine, die der Deutsche Karl Hoppe fuhr.

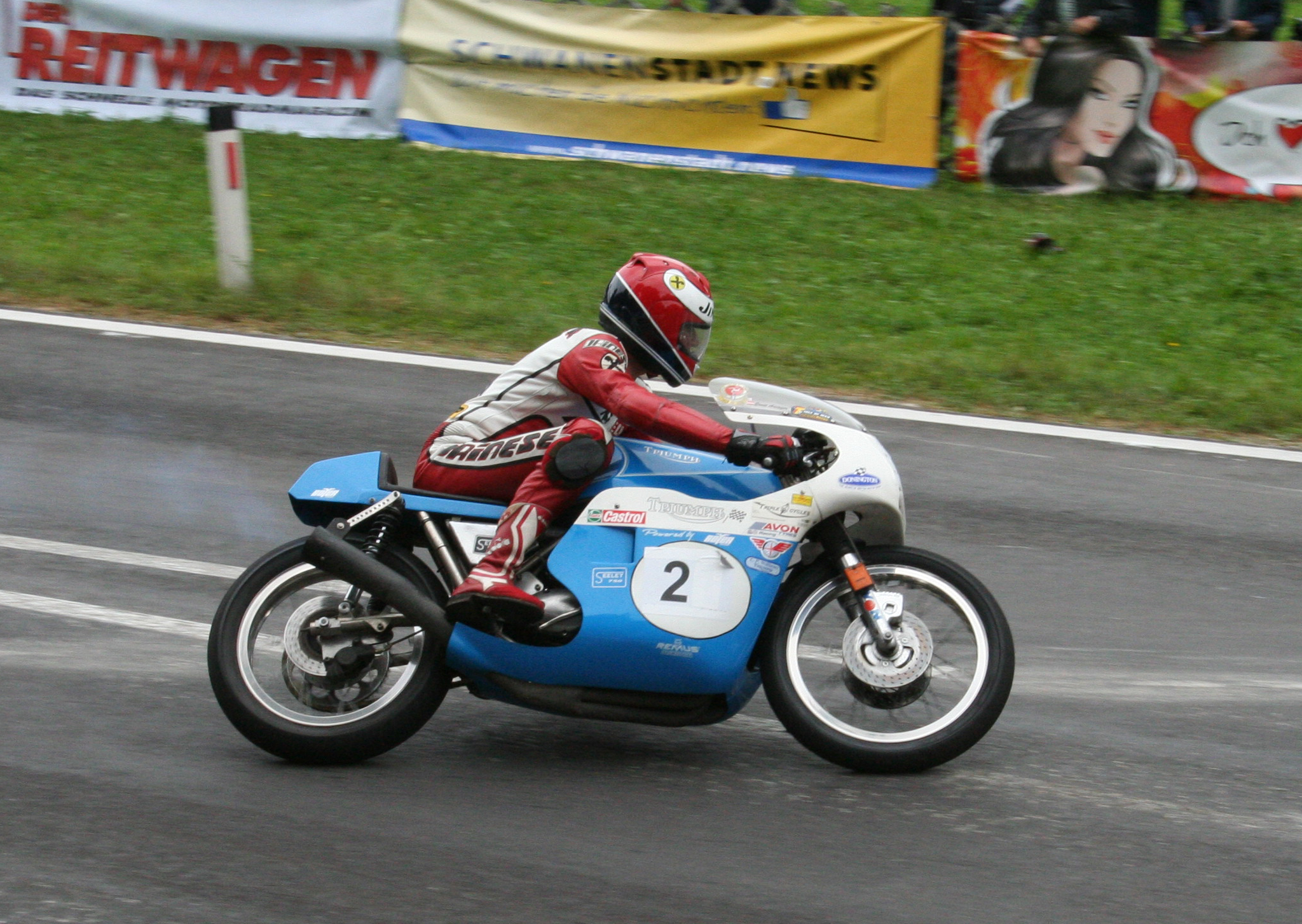
Seeley-Triumph, Baujahr 1969 (750 cm³, 80 PS), mit Gustl Auinger beim Oldtimer Grand Prix 2016 in Schwanenstadt

1968 entwickelte Seeley Rahmen für Straßenrennmotorräder mit dem 250-cm³-QUB-Zweizylinder-Zweitaktmotor, gefolgt von den 500-cm³-QUB-Einzylinder-Zweitaktern, die beide von Dr. Gordon Blair von der Queen’s University Belfast kamen.
Weitere Motoren kamen von Yamaha und führten zur Yamsel, die so erfolgreich von John Cooper gefahren wurde, und später auch von Norton. Seeley entwickelte 1971 einen Roadster einem Matchless-G50-Motor namens Seeley Condor.
In den späten 1960er- und frühen 1970er-Jahren, als fast alle größeren Motorradhersteller sich aus der Motorrad-Weltmeisterschaft zurückgezogen hatten, wurde der von Seeley entworfene Rahmen zum geeignetsten Renngerät für Privatfahrer. John Cooper siegte 1968 in der 500-cm³-Klasse bei der North West 200 und Brian Ball wurde Zweiter hinter Giacomo Agostini in der Senior-Kategorie der Isle of Man TT im gleichen Jahr, beide auf Seeley-Matchless. 1969 wurden John Blanchard und Brian Steenson auf Seeley-Motorrädern Erster und Zweiter in der 500-cm³-Klasse der North West 200. In der Senior-TT 1969 belegten Seeley-Motorräder vier der ersten zehn Plätze, ein dritter, ein vierter, ein sechster und ein siebter Platz. Das beste Ergebnis konnte Seeley aber in der Motorrad-Weltmeisterschaft 1970 erzielen, als Tommy Robb eine seiner Maschinen zu einem vierten Platz in der 500-cm³-Klasse der Motorrad-Weltmeisterschaft fuhr. Seeley verwendete später andere japanische Motoren in seinen Rahmen, z. B. 1971 einen Suzuki-T500-Motor von Hi-Tac für Barry Sheene. Sheene gewann mit dem Motorrad die britischen Meisterschaften und erklärte, dass es das Motorrad mit der besten Straßenlage gewesen sei, das er jemals gefahren habe.
Seeley-Motorräder waren in Wettbewerben so erfolgreich, dass sich Seeley den Ruf eines der besten Konstrukteure von Motorradrahmen in der gesamten Branche erwarb. In den 1970er-Jahren wandte sich Seeley dem Automobilrennsport zu. Bernie Ecclestone warb ihn an, mit ihm die Leitung von Motor Racing Developments zu übernehmen, für die Fertigung des Brabham-Rennwagens zu arbeiten und ab 1986 für das gleichnamige Formel-1-Team.

### Straßenmotorräder und anderes

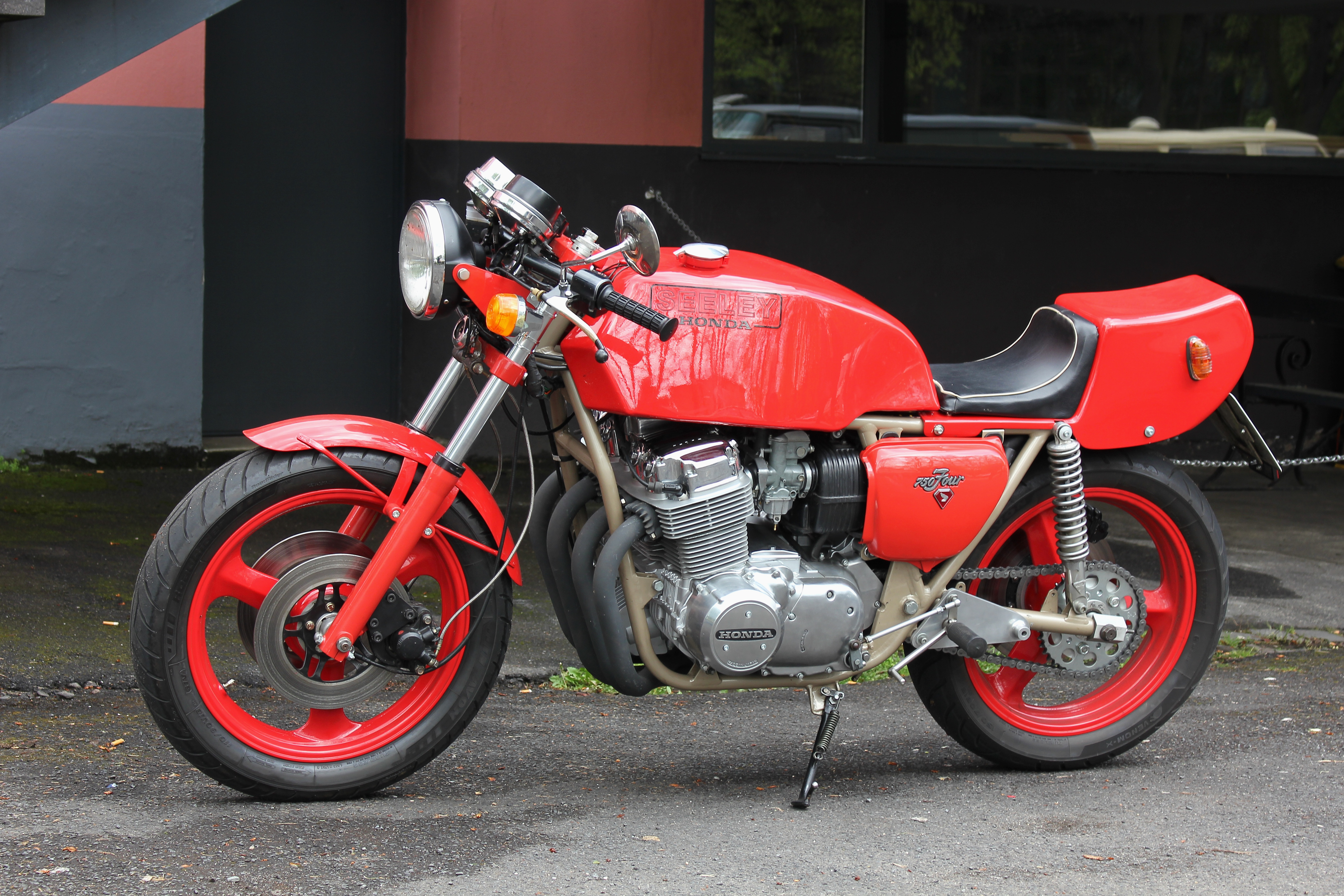
Seeley-Honda 750, Baujahr 1977

Nach dem Condor-Roadster baute Seeley Mitte der 1970er-Jahre unter dem Namen Colin Seeley International ein spezielles, leichtes, einsitziges Sportmotorrad mit 750-cm³-Honda-sohc-Motor, Honda-Gabel und Tank, Sitz und Auspuff nach eigener Konstruktion.
1977 stellte Seeley für Honda eine auf 150 Stück begrenzte Auflage von Phil-Read-Replica-TT-Formula-1-Rennmotorrädern auf Basis der CB 750 F2 mit Anbauten von Seeley in den britischen Honda-Farben Blau und Rot her, gefolgt von einer 1979 überarbeiteten Version mit der Bezeichnung „CB 750 SS“ in Weiß mit roten und blauen Blitzen.
Ebenfalls 1979 stellte Seeley Honda-TL-200-Trialmotorräder her, eine kleinere Version des Werksmotorrades, das von Rob Shepherd gefahren wurde und mit einem XL-185-Motor, einem Reynolds-531-Rahmen, einer Marzocchi-Gabel und Girling-Stoßdämpfern hinten ausgestattet war. Alle Maschinen wurden von Hand gefertigt und wurden nach der geringen Stückzahl Sammlerstücke.
Auch andere Produktlinien wurden entwickelt. Seeley-Produkte waren stets sofort an ihrem Styling zu erkennen. Typische Elemente waren die megaphonförmigen Schalldämpfer mit langen Konen, die mit Easy-Fit beschriftet waren.
Als das Interesse an Oldtimer-Motorradrennen zunahm, kamen auch Seeley-Motorräder mit einem Sieg beim Manx Grand Prix 1988 wieder zu Ehren. Seitdem haben Seeley-Motorräder zwölfmal diesen Wettbewerb gewonnen.